# Silduk

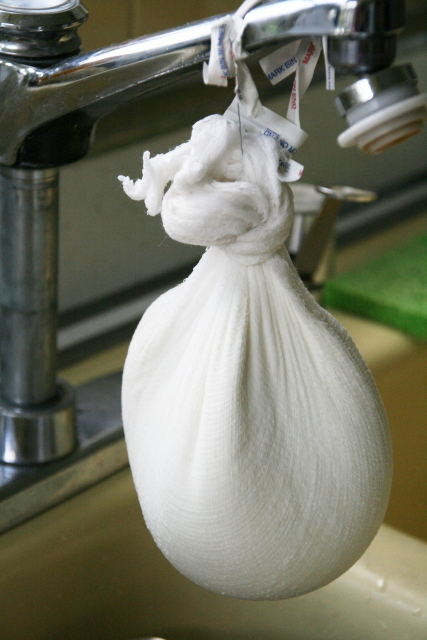
Silduk för ostmassa

En silduk är en fint vävd duk av linne eller bomull som används i kök för att sila olika maträtter, såser och buljonger. Kallas även ibland för sitt franska namn etamine. Redskapet var vanligare förr och numera används nästan uteslutande chinois för samma ändamål.